# Аквапорин-9
AQP9 (англ. Aquaporin 9) – білок, який кодується однойменним геном, розташованим у людей на короткому плечі 15-ї хромосоми. Довжина поліпептидного ланцюга білка становить 295 амінокислот, а молекулярна маса — 31 431.
| 10         |  | 20         |  | 30         |  | 40         |  | 50         |
| ---------- |  | ---------- |  | ---------- |  | ---------- |  | ---------- |
| MQPEGAEKGK |  | SFKQRLVLKS |  | SLAKETLSEF |  | LGTFILIVLG |  | CGCVAQAILS |
| RGRFGGVITI |  | NVGFSMAVAM |  | AIYVAGGVSG |  | GHINPAVSLA |  | MCLFGRMKWF |
| KLPFYVGAQF |  | LGAFVGAATV |  | FGIYYDGLMS |  | FAGGKLLIVG |  | ENATAHIFAT |
| YPAPYLSLAN |  | AFADQVVATM |  | ILLIIVFAIF |  | DSRNLGAPRG |  | LEPIAIGLLI |
| IVIASSLGLN |  | SGCAMNPARD |  | LSPRLFTALA |  | GWGFEVFRAG |  | NNFWWIPVVG |
| PLVGAVIGGL |  | IYVLVIEIHH |  | PEPDSVFKTE |  | QSEDKPEKYE |  | LSVIM      |

A: Аланін

C: Цистеїн

D: Аспарагінова кислота

E: Глутамінова кислота

F: Фенілаланін

G: Гліцин

H: Гістидин

I: Ізолейцин

K: Лізин

L: Лейцин

M: Метіонін

N: Аспарагін

P: Пролін

Q: Глутамін

R: Аргінін

S: Серин

T: Треонін

V: Валін

W: Триптофан

Задіяний у такому біологічному процесі, як транспорт. 
Локалізований у мембрані.